# Atlantic City Blackjacks
Die Atlantic City Blackjacks waren ein Arena-Football-Team aus Atlantic City, New Jersey, das 2019 in der Arena Football League (AFL) spielte. Ihre Heimspiele trugen die Blackjacks in der Boardwalk Hall aus.

## Geschichte
Die Blackjacks wurden 2019 von der Trifecta Sports and Entertainment Gruppe gegründet, denen auch die Franchises der Albany Empire und Philadelphia Soul gehören. Das Team startete zur Saison 2019 in der Arena Football League.
Das erste Spiel der Franchise-Geschichte verloren die Backjacks bei den Philadelphia Soul mit 41:48.

## Saisonstatistiken
| Jahr | Team                     | Liga | S | N | Playoffs erreicht | Playoffrunde |
| ---- | ------------------------ | ---- | - | - | ----------------- | ------------ |
| 2019 | Atlantic City Blackjacks | AFL  |   |   |                   |              |

## Zuschauerentwicklung
| Jahr | Team                     | Zuschauerdurchschnitt |
| ---- | ------------------------ | --------------------- |
| 2019 | Atlantic City Blackjacks |                       |